# Coregonus fera
Coregonus fera är en fiskart som beskrevs av Louis Jurine 1825.
Coregonus fera ingår i släktet Coregonus och familjen laxfiskar. IUCN kategoriserar arten globalt som utdöd. Inga underarter finns listade i Catalogue of Life.